# 朱載境
崇莊王朱載境 （1518年—1557年），是恭王朱厚燿嫡第一子，明朝第四代崇王。朱載境於嘉靖十八年（1539年）襲封崇王。他在位十八年，在嘉靖三十六年（1557年）過世，諡號莊，一年後由其子朱翊𨰜嗣位。